# محمد بن عبد العزيز آل الشيخ

محمد بن عبدالعزيز آل الشيخ عام 1397هـ قبيل وفاته ببضع سنوات

 محمد بن عبد العزيز بن عبد اللطيف بن عبد الرحمن آل الشيخ التميمي والده الشيخ عبد العزيز بن عبد اللطيف أول رئيس لـهيئة الأمر بالمعروف والنهي عن المنكر في عهد الملك عبد العزيز، ووالدته هي الجوهرة بنت سليمان الفقيه العنقري التميمي من أهل ضرماء.

## معاركه
كان في بداية شبابه عندما دخل عبد العزيز آل سعود الرياض. وعندما رأى عبد العزيز آل سعود محمد بن عبد العزيز آل الشيخ وقامته الطويلة، عرض عبد العزيز آل سعود عليه المشاركة في الغزوات، ومنذ ذلك الحين إلى مماته أصبح أحد رجال عبد العزيز آل سعود.
شارك الملك عبد العزيز في كل غزواته ورحلاته منذ وقعة روضة المهنا التي كانت أول معركة اشترك فيها عام 1324هـ وقتل فيها عبد العزيز بن متعب بن عبد الله الرشيد. أما المعارك التي قبل هذه فاشترك فيها أخوه الأكبر عبد الرحمن بن عبد العزيز بن عبد اللطيف. وواصل المشاركة مع عبد العزيز آل سعود في جميع المعارك التي خاضها ومن أهمها معركة الطرفية (الاشعلي) ومعركة الحريق ومعركة كنزان وحصار حائل.
وكان من الأعيان الذين يشاركون في الرأي وينتدبون في المهمات ولعب دوراً محورياً في حصار جدة.

## دوره في حصار جدة
بعدما طال حصار جدة عدة شهور نفذ الزاد وقل الطعام للجند وانقطع وصول السفن والإمدادات بالغذاء وترتب على ذلك نقص في الغذاء والطعام وأصبح عبد العزيز آل سعود ومن معه في موقف حرج جداً فكان لا بد من تدبير أرزاق للجند من مصدر آخر كالكويت لكن بعد المسافة جعل المهمة صعبة فاختاره عبد العزيز آل سعود لهذه المهمة وليذهب إلى وكيله «النفيسي» في الكويت ليشتري الطعام ويعود خلال خمسة وثلاثين يوماً فقط قبل أن ينفذ الطعام. فكان امامه خمسة عشر يوماً للذهاب وعشرون يوماً للرجوع.
عاد محمد في الوقت المناسب فاضطرب عبد العزيز آل سعود اضطراباً شديداً وظن انه لم ينجح في مهمته لأن القافلة ليست معه فقال (ابشر القافلة في وادي فاطمة) فسر عبد العزيز آل سعود والحاضرون سروراً عظيماً وانفرجت كربتهم لأن الطعام كان على وشك النفاذ.

## تلقيبه بالصحابي
لقب محمد بن عبد العزيز آل الشيخ بـ(الصحابي) من قبل الملك عبد العزيز. وتقول الروايات بأن محمد بن عبد العزيز آل الشيخ قد قام في إحدى المعارك بحمل اثنان من الجنود المصابين على ظهره والسير بهم لمسافة طويلة إلى مركز للعلاج، وعندما بلغ الأمر الملك عبد العزيز أشاد بموقفه البطولي وقال أنه كأعمال الصحابة، وكنى محمد بن عبد العزيز آل الشيخ يومها بالصحابي. 
وقد روي عن عبد العزيز آل سعود بأنه في حديثه مع أحد رجاله، ذكر ذلك الرجل محمد بن عبد العزيز آل الشيخ، وقد التبس على الملك عبد العزيز الأمر حيث يوجد أكثر من شخص بهذا الاسم، فلما شرح ذلك الرجل من يقصد، قال له عبد العزيز آل سعود «قل الصحابي!»، وذلك في إشارةً منه إلى رغبته بأن تستخدم الكنية التي أختارها له. ومنذ ذلك الحين وإلى اليوم، يطلق على محمد بن عبد العزيز آل الشيخ وعلى سلالته رسميا لقب الصحابي.

## مناصبه
عينه الملك عبد العزيز أميرا على الطائف عام 1346 هـ. وكانت إمارة الطائف تتبعها الباحة وغيرها من المناطق المجاورة للطائف وبقي أميرا عليها حتى عام 1351هـ حيث انتقل إلى الديوان الملكي وأصبح رئيس الشعبة السياسية فيها.
وكان أيضا الأمير العام لجميع فرق جباية الزكاة من المناطق الممتدة من الخرج إلى عالية نجد والتي تتكون كل فرقة من أمير ونظراء ومجموعة من «الأخوياء».
- رئيس الشعبة السياسية بالديوان الملكي
- المستشار الخاص لأصحاب الجلالة ملوك المملكة العربية السعودية في عهد الملوك عبد العزيز وسعود وفيصل وخالد

## أبناؤه
- عبد الله بن محمد آل الشيخ (توفي عام 1375هـ) وأبنائه الدكتور عبد الملك (توفي في 7 محرم 1425هـ) ،عبد المحسن،الجوهرة، سارة (توفيت عام 1427هـ)،مشاعل، عبد الرحمن.
- صالح بن محمد آل الشيخ (توفي في 13 محرم 1427هـ) وأبنائه الجوهرة، وهيا، وسارة، عبد الله، نورة، هند، أحمد، عبد اللطيف، فيصل، عمر، العنود، نوف، دانة.
- طرفة بنت محمد آل الشيخ (متوفية) والدة عبد الله، شهيدة، منى أبناء حسن بن عمر آل الشيخ.
- سارة بنت محمد آل الشيخ (توفيت في 7 شعبان 1433هـ) والدة نورة بنت عبد الله بن محمد آل الشيخ.
- عبد المحسن بن محمد آل الشيخ (توفي عام 1425هـ) وأبنائه عبد الله، مها، نوف، بدر، نورة (توفيت في 10 شعبان 1433هـ).
- عبد العزيز بن محمد آل الشيخ (توفي عام 1415هـ) وأبنائه زياد، هيفاء، فهد.
- الأميرة منيرة بنت محمد آل الشيخ ( توفيت في 1 ذو القعدة 1433هـ) والدة الأمير خالد بن عبد الله بن عبد العزيز آل سعود.
- الأميرة حصة بنت محمد آل الشيخ (توفيت رحمها الله في 10 رمضان 1433هـ) والدة الأمير عبد الرحمن بن أحمد بن عبد الرحمن آل سعود.
- نورة بنت محمد آل الشيخ
- لؤلؤة بنت محمد آل الشيخ

## وفاته
توفي في شهر شعبان 1403 هـ عن عمر يناهز المائة عام.